# Cabela's Deer Hunt: 2004 Season
Cabela's Deer Hunt: Temporada 2004 es el primer videojuego que se lanza en la serie Deer Hunt (series). Fue desarrollado por Sand Grain Studios y FUN Labs y fue lanzado el 26 de agosto de 2003. Hubo un lanzamiento de PlayStation 2 Greatest hits del mismo juego llamado Cabela's Deer Hunt: Season Opener.
El juego fue publicado por Activision , junto con la empresa de suministros de caza Cabela's, El juego estaba planeado también para GameCube pero desafortunadamente ha sido cancelado por razones no anunciadas.

## Jugabilidad
Como su nombre lo indica, el juego gira principalmente en torno a cazar y matar diferentes especies de ciervos en grandes entornos montañosos. Hay varias formas de cazar a los ciervos, incluido usar un soporte de árbol y esperarlos, rastrearlo examinando sus huellas y usar personas que llaman y alimentadores para atraerlos al jugador.

## Link externos
- «Cabela's Deer Hunt: 2004 Season (PlayStation 2)». AllGame. Archivado desde el original el 1 de enero de 2014.
- «Cabela's Deer Hunt: 2004 Season (Xbox)». AllGame. Archivado desde el original el 1 de enero de 2014.

- Datos: Q5015334